# Mohamed Slim Ben Othman
Slim, właśc. Mohammed Ben Otman (ur. 18 listopada 1989 w Tunisie) – tunezyjski piłkarz, grający na pozycji pomocnika.

## Kariera piłkarska

### Kariera klubowa
Do 2011 występował w Stade Tunisien. W marcu 2012 zasilił skład ukraińskiego Metałurha Zaporoże. Po zakończeniu sezonu 2012/13 opuścił zaporoski klub.

## Sukcesy i odznaczenia

### Sukcesy klubowe
- wicemistrz Ukraińskiej Pierwszej Ligi: 2012